# Halberstädter Bus-Betriebe
Die Halberstädter Bus-Betriebe GmbH (HBB) war für den Öffentlichen Personennahverkehr im Landkreis Halberstadt zuständig.

## Geschichte
Gegründet wurde das Unternehmen am 31. März 1992 und war bis 31. Dezember 2008 ein eigenständiger Betrieb.
Durch die Kreisreform Sachsen-Anhalt 2007 wurde eine Neustrukturierung im Personennahverkehr notwendig, infolgedessen wurde die Halberstädter Bus-Betriebe GmbH neben der Q-Bus Nahverkehrsgesellschaft mbH Ballenstedt zum 1. Januar 2009 eine eigenständige Tochtergesellschaft der Harzer Verkehrsbetriebe GmbH und war anschließend für den Altkreis Halberstadt zuständig. Die für den 1. Januar 2011 ursprüngliche Fusionierung der Halberstädter Bus-Betriebe GmbH mit den Harzer Verkehrsbetriebe GmbH wurde am 8. Juli 2011 nach Gesellschafterbeschluss vom 30. Juni 2011 vollzogen. Seitdem ist der Betriebshof Halberstadt ein Betriebsteil der Harzer Verkehrsbetriebe.

## Linienübersicht

### Regionallinien
| Linie | Endpunkte                  | Verlauf                                |
| ----- | -------------------------- | -------------------------------------- |
| 203   | Halberstadt ↔ Vienenburg   | Dardesheim – Osterwieck                |
| 206   | Halberstadt ↔ Dedeleben    | Dingelstedt – Schlanstedt – Aderstedt  |
| 207   | Osterwieck ↔ Osterwieck    | Osterode – Hessen                      |
| 211   | Halberstadt ↔ Schwanebeck  | Wegeleben – Gröningen – Nienhagen      |
| 214   | Halberstadt ↔ Hessen       | Sargstedt – Athenstedt – Badersleben   |
| 215   | Osterwieck ↔ Wülperode     | Hoppenstedt – Bühne – Göddeckenrode    |
| 216   | Halberstadt ↔ Oschersleben | Emersleben – Schwanebeck               |
| 217   | Halberstadt ↔ Hedersleben  | Wegeleben – Rodersdorf                 |
| 218   | Halberstadt ↔ Dardesheim   | Emersleben – Schwanebeck – Dingelstedt |
| 219   | Halberstadt ↔ Osterwieck   | Danstedt – Zilly – Schauen             |
| 227   | Halberstadt ↔ Quedlinburg  | Harsleben                              |

### Anrufsammeltaxi
Zum Fahrplanwechsel am 15. August 2004 wurde ein Anrufsammeltaxi eingeführt. Es verkehrten insgesamt 6 Linien, die alle Orte im Landkreis Halberstadt bedienten. An Samstagen verkehrten sie alle vier Stunden bis um 1 Uhr Nachts. An Sonntagen wurde ein Zweistundentakt angeboten. In Halberstadt, Vienenburg und Nienhagen bestand Anschluss zu den Zügen der DB Regio und Veolia Verkehr. In Osterwieck bestand Anschluss an die planmäßig verkehrende Buslinie 203.
| Linie | Endpunkte                 | Verlauf                                                                    |
| ----- | ------------------------- | -------------------------------------------------------------------------- |
| AST1  | Schauen ↔ Osterwieck      | Stötterlingen – Vienenburg – Göddeckenrode – Osterode – Bühne              |
| AST2  | Dardesheim ↔ Dardesheim   | Deersheim – Veltheim – Hessen – Dedeleben – Badersleben                    |
| AST3  | Halberstadt ↔ Halberstadt | Mahndorf – Heudeber – Dardesheim – Badersleben – Sargstedt                 |
| AST4  | Halberstadt ↔ Halberstadt | Sargstedt – Huy-Neinstedt – Dedeleben – Schlanstedt – Dingelstedt          |
| AST5  | Halberstadt ↔ Halberstadt | Neu Runstedt – Dingelstedt – Schlanstedt – Schwanebeck – Kloster Gröningen |
| AST6  | Halberstadt ↔ Halberstadt | Groß Quenstedt – Schwanebeck – Gröningen – Hedersleben – Wegeleben         |

## Fahrzeuge
- Mercedes-Benz O 405
- Mercedes-Benz O 407
- Mercedes-Benz O 530
- MAN A 20

## Verkehrs- und Tarifgemeinschaft Ostharz
Seit 1995 bilden die Verkehrsbetriebe des Landkreises Harz die Verkehrs- und Tarifgemeinschaft Ostharz (VTO). Derzeit gehören neben den Harzer Verkehrsbetriebe GmbH (HVB) noch die Halberstädter Verkehrs-GmbH (HVG) dazu.